# Martin O'Hagan
Owen Martin O'Hagan (Lurgan, 23 giugno 1950 – Lurgan, 28 settembre 2001) è stato un giornalista irlandese che fu assassinato dalla Loyalist Volunteer Force. È stato l'unico giornalista in attività ucciso nell'Irlanda del Nord fino alla morte di Lyra McKee nel 2019.

## Biografia
Il padre di Martin O'Hagan lavorava come riparatore di radio e TV per l'esercito britannico. O'Hagan, il maggiore di sei fratelli, trascorse parte della sua infanzia in case all'interno delle basi britanniche in Germania. La famiglia di O'Hagan si trasferì nuovamente a Lurgan nel 1957.
O'Hagan lavorò come reporter per il tabloid Sunday World. Nel periodo della sua morte era segretario della sezione di Belfast dell'Unione Nazionale dei Giornalisti (NUJ). Fu membro dell'Official IRA e passò buona parte degli anni Settanta in carcere. Nonostante questo, O'Hagan divenne uno stimato componente della stampa nell'Irlanda del Nord. Era noto soprattutto per le sue inchieste sui paramilitari e per articoli scandalistici in cui svelava particolari piccanti della vita privata dei fedelissimi dell'Ulster.
Alla fine degli anni '80 fu uno dei realizzatori del documentario di Channel 4 The Committee, che accusava il Royal Ulster Constabulary (RUC) di collusione negli omicidi lealisti dei cattolici. Come testimone in una successiva causa di diffamazione contro il produttore del programma presso l'Alta Corte di Londra, dichiarò di aver sempre cercato di essere un giornalista onesto e indipendente.
O'Hagan scriveva spesso sotto falso nome o usava uno pseudonimo. All'inizio degli anni '90, scrisse diversi pezzi sulla UVF Mid-Ulster Brigade. Coniò il soprannome "Rat Pack" per questo gruppo, e "King Rat" per il suo leader Billy Wright. Wright in seguito fondò il movimento estremista Loyalist Volunteer Force (LVF), una fazione separatista; fu responsabile di un attacco agli uffici di Sunday World a Belfast e minacciò di uccidere O'Hagan. Wright fu assassinato dall'Irish National Liberation Army (INLA) nel 1997.

## Rapimento da parte dell'IRA
O'Hagan fu rapito dall'Irish Republican Army nel 1989 a seguito di un rapporto del Sunday World sull'omicidio di John McAnulty il 18 luglio 1989. Fu interrogato per diversi giorni in merito alla fonte di cui si era avvalso il giornale (presumibilmente un membro dell'IRA) e fu minacciato di morte, ma fu rilasciato illeso. In seguito a questo episodio e alle minacce lealiste, si trasferì alla redazione di Cork del giornale; più tardi tornò nell'ufficio di Belfast.

## L'assassinio
Il 28 settembre 2001 Martin e sua moglie Marie Duke, come loro solito il venerdì sera, andarono al pub "Fa" Joe's, sulla Market Street di Lurgan. Mentre camminavano verso Westland Gardens, una macchina si avvicinò lentamente a loro a pochi metri dalla loro casa. O'Hagan spinse sua moglie in una siepe mentre un uomo armato apriva il fuoco dalla macchina, colpendolo più volte e uccidendolo.
L'omicidio di Martin O'Hagan è stato rivendicato dai Red Hand Defenders, un nome di battaglia usato dalla Loyalist Volunteer Force. L'omicidio è rimasto impunito, nonostante gli articoli di denuncia usciti sul Sunday World tra cui uno, uscito il 6 novembre 2008, in cui si proclamava la colpevolezza di Robin King. Nello stesso numero il giornale ha pubblicato un articolo su una targa commemorativa in memoria di O'Hagan alla Belfast Linenhall Library.
Il Sunday World pubblicò settimanalmente anche una serie di articoli sui sospetti di O'Hagan.
Nel settembre 2008, cinque uomini sono stati arrestati e sottoposti a processo per l'omicidio di Martin O'Hagan. Tuttavia, nessuno è stato condannato.